# Noel Llopis i Lladó
Noel Llopis i Lladó (Barcelona, Barcelonès, 1911 - Sant Vicenç dels Horts, Baix Llobregat, 15 de febrer de 1968) va ser un geòleg, excursionista, alpinista i espeleòleg català.

## Biografia
Després de cursar l'ensenyança secundària al Liceu Ibèric de Barcelona i a l'Institut Balmes, es va formar i es llicencià en ciències naturals a la Universitat de Barcelona el 1932, sota el mestratge de Jaume Marcet i Riba, Maximino San Miguel de la Cámara, Francesc Pardillo i Vaquer i Lluís Solé i Sabarís. Més tard, el 1943, també es va doctorar a la mateixa UB. En paral·lel a la seva formació acadèmica, Llopis practicà l'excursionisme i l'alpinisme; així, el 1932 escalà, amb Vilaret, la paret nord del Pedraforca. Com a espeleòleg, fou col·laborador de la publicació “Sota Terra” entre els anys 1932 i 1936. A l'inici de la Guerra Civil Espanyola, s'exilià a Andorra, i entre 1936 i 1939 va aprofitar per aixecar el primer mapa geològic d'Andorra a escala 1:50 000. Des del seu vessant com a científic, fins al 1939 va publicar una vintena de treballs sobre tectònica i morfologia dels Prepirineus i del Pirineu català i la hidrologia càrstica del Sistema Mediterrani. Entre 1939 i 1948 publicà uns quaranta treballs de tema català, coronats per la tesi doctoral Contribución al conocimiento de la morfoestructura de los Catalánides (1943, publicat el 1947-48), on evidencià les seves qualitats d'intuïció, capacitat de síntesi i innovació (termes com els Catalànids, els Pirènids, els Ibèrids). Fou membre del Consell Superior d'Investigacions Científiques (CSIC) i professor auxiliar de la Universitat de Barcelona.
Fou el primer catedràtic de geografia física i Geologia de la Universitat d'Oviedo entre els anys 1948 i 1959, on creà la Secció de Ciències Geològiques el 1959, d'on sorgí l'actual Facultat de Geologia. Centrà les seves investigacions en l'estructura i la tectònica de la Serralada Cantàbrica, especialment del Carbonífer. Fundà la secció de geologia a la universitat, el Servicio Geológico de l'Instituto d'Estudios Asturianos i les revistes “Breviora Geologica Asturica” i “Speleon”. Ocupà càrrecs directius al CSIC de Madrid i a la Universitat Internacional de Santander i estudià tectònica alpina a Grenoble entre els anys 1949 i 1953. Fou un dels fundadors de l'Editorial Alpina, de Granollers (1949), i va publicar una vintena de treballs de divulgació.
També fou el primer catedràtic d'estratigrafia a Madrid, després d'opositar i guanyar el 1960 la càtedra a la Universitat de Madrid, i acabà introduint aquesta especialitat a les universitats de l'Estat espanyol, i entre 1960 i 1968 va publicar uns quaranta treballs d'investigació sobre els Montes de Toledo, la hidrologia de la Manxa, uns vint de tema cantàbric i navarroaragonès i uns vint més de tema català, alguns no impresos o bé inacabats. Dins la cartografia del Principat, publicà cinc fulls del mapa geològic d'Espanya a escala 1:50 000. Conjuntament amb Eduardo de Fraga va iniciar una important col·lecció de minerals, fòssils i roques que van ser el suport del material de pràctiques de moltes promocions de geòlegs.
Quan va morir, en un accident de tràfic, el febrer de 1968, ja havia fundat a Madrid l'Instituto de Geología Económica i havia redactat obres de síntesi sobre hidrologia càrstica i la geologia de la península Ibèrica.

## Reconeixements[2]
- Membre corresponent de la Reial Acadèmia de Ciències i Arts de Barcelona (1960)
- Membre de l'Institut d'Estudis Asturians (1960)
- Conseller de l'Institut d'Estudis Ilerdencs (1944)
- Vocal conseller de nombre del Consell Superior d'Investigacions Científiques
- Vocal de la Comissió Internacional d'Estratigrafia (1960)
- Vocal de la Comissió per a l'estudi del Devonià
- Membre de la Societé Géologique de Bèlgica (1963)
- Membre d'honor de la Societat Veneçolana de Ciències Naturals